# Літвинов Андрій Вікторович
Літвинов Андрій Вікторович — політичний діяч, виконувач обов'язків Ірпінського міського голови, секретар Ірпінської міської ради, депутат Ірпінської міської ради, ініціатор громадських локальних проектів.

## Життєпис
Народився 5 липня 1985 року в місті Прип'ять Київської області. Внаслідок катастрофи на ЧАЕС у 1986 році разом з родиною був евакуйований в місто Ірпінь, де проживає до сьогоднішнього дня.

### Освіта
1992—1999 рр. — Ірпінська загальноосвітня школа № 2.
1999—2002 рр. — Ліцей № 100 «Поділ» м. Київ.
2002—2007 рр. — Київський національний університет будівництва та архітектури. Здобув повну вищу освіту, спеціальність «Промислове та цивільне будівництво».
Вересень 2008 р. — проходження курсу Програми розвитку емоційного лідерства «Рішення та перспективи».
Квітень 2018 р. — успішне проходження навчання з курсу лекцій від провідних політичних діячів України, народних депутатів, українських дипломатів, політичних експертів, юристів, PR-менеджерів, помічників депутатів, медіа-експертів та спеціалістів з публічних виступів проекту Перша Українська Академія Політики.

### Професійна діяльність
2007—2008 рр. — ТОВ «Інститут сучасного проектування», інженер-конструктор.
2008—2010 рр. — ПП «ВД-Будінжиніринг», інженер-конструктор 1 категорії.
2010—2012 рр. — ПП «Медсервіс-Партнер», інженер-конструктор 1 категорії.
2012—2015 рр. — ТОВ «Дерффер», інженер-конструктор 1 категорії. Під час діяльності брав участь у проектуванні нового безпечного саркофагу Чорнобильської АЕС.
2016- ТОВ «Сігма Буд», інженер-конструктор.

### Робота в Ірпінській міській раді
30 грудня 2016 р. — 2019 р. — Виконавчий комітет Ірпінської міської ради, начальник управління інфраструктурного розвитку, інвестицій та житлово-комунального господарства.
30 серпня 2018 р. — до сьогоднішнього дня — депутат Ірпінської міської ради від партії "Нові Обличчя".
31 жовтня 2019 р. — до жовтня 2020 року — секретар Ірпінської міської ради від партії "Нові Обличчя".
25 жовтня 2020 р. — до сьогоднішнього дня — депутат Ірпінської міської ради від партії "Нові Обличчя".
На посаді начальника нового управління інфраструктурного розвитку, інвестицій та ЖКГ виконавчого комітету Ірпінської міської ради займався реформуванням житлово-комунального господарства в місті Ірпінь. Співавтор проекту «Місто по квадратам», завдяки якому вдалось покращити рівень благоустрою та чистоту міста. Займався розвитком енергозбереження, заміною LED-освітлення , модернізацією мереж котелень, автоматизацією, оновленням бази технічних засобів. Було створено єдину GPS-систему комунальної техніки, як перший крок до подальшої загальноміської системи диспетчеризації. За час роботи на посаді начальника управління збільшено надходження від оренди комунального майна з 250 тис. грн. до 2 млн. грн. у рік.
Автор проекту «Модернізація вуличного освітлення вул. Гостомельське шосе м. Ірпінь», в рамках якого понад 430 тисяч гривень Ірпінь отримав як малий грант Програми розвитку ООН та Глобального екологічного фонду ПРООН/ПМГ ГЕФ “Енергоефективне вуличне освітлення для місцевих громад”. Завдяки новому освітленню лише на одній вулиці міський бюджет заощаджує на електроенергії понад 450 тисяч гривень в рік.
Брав участь в організації конкурсу підприємницьких проектів для учасників АТО «Startup Irpin», де переможці отримали для започаткування власної справи 1-ше місце -100 тисяч гривень, 2-ге та 3-тє – 50 тисяч гривень.
Андрій Літвинов координував проект від м. Ірпінь - «Лікарня, дружня до дитини» фонду "MetLife Foundation", “Центру КСО” в результаті якого була відремонтована та оснащена меблями дитяча кімната дитячої лікарні за кошти ПрАТ «MetLife».
Працював в робочій групі по впровадженню програми «Громадський бюджет м. Ірпінь» 2017-2019 рр., за цей час були реалізовані десятки малих, середніх та великих проектів.
Ініціював створення надземного пішохідного переходу через залізно-дорожні колії в районі магазину Novus по вулиці Центральній, який було побудовано у спільній роботі з регіональною філією «Південно-Західна залізниця» АТ «Укрзалізниця». 
Ініціатор розроблення програми підтримки ОСББ та ЖБК в місті Ірпінь. У 2019 році за даною програмою було реалізовано перших 7 проектів підтримки.

### Громадська діяльність
Співавтор «Стратегічного плану економічного розвитку Ірпінського регіону на період до 2020 року». 
Автор Регіонального інвестиційного проекту «Irpin Invest». 
Член ініціативної групи створення Ірпінської Агенції Розвитку. 
Ініціатор створення логотипу та бренду м. Ірпінь.
Співавтор "Дорожньої карти розвитку малого та середнього підприємництва для учасників АТО в місті Ірпінь та Приірпінні" в рамках гранту USAID.

## Відзнаки
- Нагороджений відзнакою «За сприяння» від Всеукраїнського об'єднання громадян «Країна».
- Нагороджений почесною грамотою від Асоціації Міст України.
- Нагороджений грамотою Ірпінського міського голови за високу професійну майстерність, вагомий внесок у забезпечення життєдіяльності міста та з нагоди Дня працівника житлово-комунального господарства і побутового обслуговування населення.
- Нагороджений стипендією Ірпінського міського голови у номінації «Громадський діяч».
- Подяка за супровід та допомогу в реалізації проекту «Лікарня, дружня до дитини» у м. Ірпінь від генерального директора ПрАТ «МетЛайф».
- Подяка за вагомий особистий внесок в організацію конкурсу підприємницьких проектів для учасників АТО «Startup Irpin» від ГО «Ірпінська міська спілка ветеранів та інвалідів АТО».
- Почесна грамота за значний особистий внесок у розвиток житлово-комунального господарства Київської області, високий професіоналізм, активну громадську позицію та з нагоди Дня працівника житлово-комунального господарства і побутового обслуговування населення від голови Київської обласної ради.
- Нагороджений грамотою за плідну працю на користь територіальної громади, активну громадську позицію та з нагоди Дня місцевого самоврядування від в.о. Ірпінського міського голови.
- Грамота за сприяння діяльності організації Товариства Червоного Хреста України по наданню допомоги незахищеним верствам населення міста від Президії правління Ірпінської міської організації Товариства Червоного Хреста.
- Подяка за підтримку освітніх проектів з навчання демократії, участь у проведенні І Ірпінського дитячо-юнацького форуму М18 «МЕНШІ 18 — МИ МОЖЕМО БІЛЬШЕ!» та особисту активну громадську позицію, яка є прикладом для молодого покоління від ГО «Агенція розвитку освітньої політики».
- Подяка за здійснення вагомого внеску у розвиток державної молодіжної політики від Київського молодіжного центру.